# Lookout (Schiff, 1942)
HMS Lookout (G32) war ein britischer Zerstörer der acht am 31. März 1938 bestellten L-Klasse-Zerstörer der Royal Navy.
Der Zerstörer wurde im Januar 1942 von der Bauwerft Scotts Shipbuilding and Engineering Company abgeliefert. Er wurde als siebtes Schiff der neuen L-Kasse fertiggestellt und wurde mit den für die Klasse neuentwickelten Doppellafetten für neue 120-mm-Geschütze fertiggestellt.
Die Lookout wurde im Zweiten Weltkrieg mit den Battle Honours Diego Suarez 1942, Malta Convoys 1942, Arctic 1942, North Africa 1942–43, Mediterranean 1943–45, Sicily 1943, Salerno 1943 und South France 1944 ausgezeichnet.
Der Zerstörer war das einzige Schiff der L-Klasse, das den Zweiten Weltkrieg einsatzfähig überstand. Das zuletzt im Mittelmeer eingesetzte Schiff kehrte im Oktober 1945 in die Heimat zurück, wurde außer Dienst gestellt und der Reserve zugewiesen. 1948 wurde die Lookout zum Abbruch verkauft.

## Geschichte
Die Lookout wurde am 23. November 1938 bei Scotts Shipbuilding and Engineering Company in Greenock als Neubau mit der Baunummer 578 zusammen mit ihrem Schwesterschiff Loyal auf Kiel gelegt. Die Bauwerft war die einzige die vier Schiffe dieses Typs baute, da sie am 7. Juli 1939 auch noch den Auftrag für zwei Nachbauten (M-Klasse) erhielt. Alle vier Schiffe wurden zudem mit den für diesen Typ neuentwickelten 120-mm-L/50-Mk.XI-Geschützen in den neuen turmartigen Doppellafetten fertiggestellt.
Der Stapellauf der Lookout erfolgte am 4. November 1940 als fünftes Schiff der Klasse. Den Namen Lookout hatte zuvor ein 1912 bis 1914 bei Thornycroft gebauter Zerstörer der L-Klasse von 1913 erhalten, der 1922 verschrottet worden war. Die Indienststellung der zweiten Lookout der britischen Marine erfolgte erst am 30. Januar 1942 als siebtes Schiff des Ursprung-Auftrags.

### Einsätze
Im März 1942 diente sie bei der Home Fleet, als das deutsche Schlachtschiff Tirpitz vergebliche Versuche unternahm, im Rahmen der Operation Sportpalast alliierte Nordmeergeleitzüge in den arktischen Gewässern abzufangen. Es kam zu keinerlei Kontakten der beiden Kampfgruppen.
Danach nahm sie an der unter der Bezeichnung Operation Ironclad durchgeführten alliierten Besetzung der unter vichy-französischer Kontrolle stehenden Insel Madagaskar teil. Sie schloss sich am 22. April 1942 ihren Schwesterschiffen Lightning und Laforey in Durban an und lief zusammen mit diesen, den Invasionstruppen und dem Begleitschutz am 28. April 1942 mit Kurs auf Diégo Suarez (heute Antsiranana) aus. Am 7. Mai eskortierten die drei Zerstörer der L-Klasse das Schlachtschiff Ramillies bei der Suche nach einem feindlichen Schlachtschiff und seiner Kreuzergruppe. Die Suche blieb erfolglos, aber es gelang der Laforey, ein feindliches U-Boot zu versenken.
Als die Lookout im August 1942 den Flugzeugträger Eagle begleitete, wurde dieser am 11. August 70 Seemeilen südlich von Cap Salinas auf Mallorca durch U 73 torpediert und versenkt. Die Lookout unterstützte die Rettung der 927 Überlebenden.
Im September 1943 befand sich die Lookout im Mittelmeer und unterstützte die alliierten Landungsoperationen bei Salerno (Operation Avalanche) durch den Beschuss deutscher Geschützstellungen.
Am 18. März 1945 überraschten Lookout und Meteor nordwestlich von Korsika die drei deutschen (ehemals italienischen) Torpedoboote TA 32 (ex Premuda) sowie TA 24 und TA 29 (ex Arturo und Eridano der Ariete-Klasse) bei einer Minenlegeunternehmung. TA 24 und TA 29 wurden in dem folgenden Gefecht versenkt; die in Großbritannien für Jugoslawien gebaute TA 32 wurde zwar beschädigt, konnte aber aufgrund ihrer hohen Geschwindigkeit und im Schutz starker Rauchentwicklung entkommen.

### Das Ende derLookout
Beim Kriegsende 1945 war die Lookout das einzige noch aktive Schiff der L-Klasse, neben fünf noch vorhandenen Zerstörern der Nachbauten der M-Klasse. Die am 19. Oktober 1945 aus dem Mittelmeer in die Heimat zurückgekehrte Lookout wurde außer Dienst gestellt, der Reserve zugewiesen und in Devonport aufgelegt. Im Oktober 1947 wurde der Zerstörer ausgesondert und dann zum Abbruch verkauft. Ende Februar 1948 traf er im Schlepp in Newport, Monmouthshire ein, wo der Abbruch erfolgte.